# Antonio Jiménez Morato
Antonio Jiménez Morato (Madrid, 1976) es un crítico literario, novelista y antólogo español.
Licenciado en Filología Hispánica por la Universidad Complutense de Madrid, se trasladó a los Estados Unidos, donde realizó el MFA de Escritura Creativa en Español de la Universidad de Nueva York y, posteriormente, cursó el doctorado en la Universidad de Tulane (Nueva Orleans).

## Crítica literaria, textos literarios y ensayos
Ha colaborado en  medios internacionales: en España, en las revistas Quimera, Renacimiento, Suroeste o Clarín y los suplementos culturales Babelia y ABC Cultural; en Argentina, en Clarín, Perfil, La mujer de mi vida, Big Sur; en México en El perro y en Uruguay en Otro cielo.
Ha publicado la colección de ensayos sobre literatura latinoamericana La piedra que se escribe (Festina, Ciudad de México, 2016), y el volumen de crítica sobre escritores y alcohol Mezclados y agitados (DeBolsillo, Barcelona, 2012). Participó en la colección de ensayos Escritura creativa: cuaderno de ideas (Talleres de escritura creativa Fuentetaja, Madrid, 2007).
Además, ha prologado o escrito textos académicos para distintas ediciones, como las traducciones al castellano de Novelas en tres líneas de Félix Fénéon (Impedimenta, 2011), Jop de Jim Dodge (Capitán Swing, 2011) y El hombre ventilador de William Kotzwinkle (Capitán Swing, 2011), también ha prologado la edición española de La hora de los monos de Federico Falco, y han aparecido epílogos escritos por él en las traducciones al hebreo de Gracias de Pablo Katchadjian y Varamo/El mármol de César Aira.
En 2015 participó en el volumen colectivo El sexo que habla, publicado por el MACBA de Barcelona con motivo de la exposición de Osvaldo Lamborghini Teatro proletario de cámara.

## Novela
Ha publicado la novela Lima y limón. Ha sido editada en España (Editora Regional de Extremadura, 2010), Costa Rica (Germinal, 2012) y Argentina (Nudista, 2014), Bolivia (3600, 2017) y (en edición digital) en La Moderna (2017).

## Cuentos
A raíz del éxito de la serie de televisión Cuestión de sexo (protagonizada por Guillermo Toledo) escribió como redactor un libro de relatos por encargo de la productora con los personajes de la serie. Se tituló igualmente Cuestión de sexo (Aguilar, Madrid, 2009).
Cuentos suyos han aparecido en libros colectivos, como Los oficios del libro (Libros de La Ballena, 2011) y Cinco metros de cuentos perversos (Textofilia, México DF, 2011).

## Antólogo
Como antólogo, dio su visión personal de la poesía española contemporánea en Poesía en mutación (Alpha-Decay, Barcelona, 2010), en la que seleccionó siete poetas nacidos tras 1975, fecha de la llegada de la democracia al país.

## Otros trabajos
Escribió también bajo encargo un libro basado en la primera temporada del programa de televisión Un país para comérselo, presentado por Imanol Arias y Juan Echanove (Grijalbo, Barcelona, 2011).